# The Pirate Bay
The Pirate Bay (thường được viết tắt là TPB) là một website chia sẻ dữ liệu số, người dùng có thể tìm kiếm, tải dữ liệu qua Magnet link và file torrent, sử dụng giao thức BitTorrent.
The Pirate Bay được thành lập tại Thụy Điển năm 2003. Đến năm 2009, những người sáng lập website bị cáo buộc là vi phạm pháp luật Thụy Điển do hỗ trợ vi phạm bản quyền. Ở một số nước, các nhà cung cấp dịch vụ Internet được lệnh chặn truy cập vào The Pirate Bay. Sau đó, các proxy đã được cung cấp để truy cập vào nó.

## Lịch sử

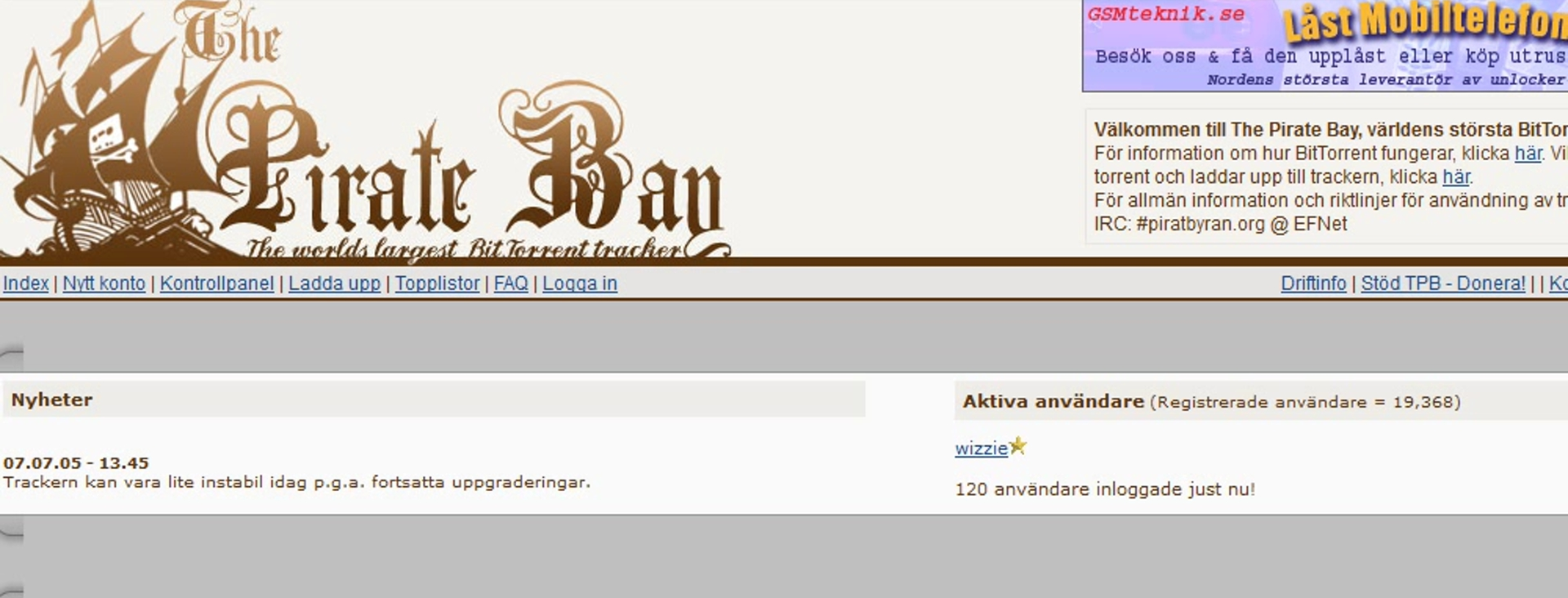
The Pirate Bay năm 2004

The Pirate Bay được thành lập vào tháng 9 năm 2003 bởi tổ chức chống bản quyền Thụy Điển Piratbyrån; nó đã hoạt động như một tổ chức riêng biệt kể từ tháng 10 năm 2004. The Pirate Bay lần đầu được điều hành bởi Gottfrid Svartholm và Fredrik Neij, người được biết đến với biệt danh là "anakata" và "Tiamo". Cả hai đều bị cáo buộc là "hỗ trợ trong việc chia sẻ nội dung có bản quyền trái phép" bởi Hiệp hội Điện ảnh Hoa Kỳ. Ngày 31 tháng 5 năm 2006, các máy chủ của trang web ở Stockholm đã bị khám xét và lấy đi bởi cảnh sát Thụy Điển, dẫn đến trang web bị ngưng hoạt động trong 3 ngày.
The Pirate Bay đã tham gia vào một số vụ kiện, cả ở vị trí nguyên đơn và bị đơn. Ngày 17 tháng 4 năm 2009, Peter Sunde, Fredrik Neij, Gottfrid Svartholm và Carl Lundström bị kết tội hỗ trợ vi phạm bản quyền và bị kết án một năm tù giam và nộp phạt 30 triệu SEK (4.200.000 USD;. 2.800.000 GBP; 3.100.000 EUR). Các bị cáo sau đó đã kháng cáo bản án. Ngày 26 tháng 11 năm 2010, Tòa án tối cao Thụy Điển đã giảm thời hạn tù nhưng tăng tiền phạt lên 46 triệu SEK. Vào 17 tháng 5 năm 2010, vì một mệnh lệnh chống lại nhà cung cấp dịch vụ cho TPB, trang web đã bị ngưng hoạt động trong một thời gian. Truy cập vào các trang web sau đó được khôi phục với một tin nhắn bày tỏ niềm vui trên trang chủ. Ngày 23 tháng 6 năm 2010, nhóm "Piratbyrån" tan rã sau cái chết của Ibi Kopimi Botani, một thành viên quan trọng và là đồng sáng lập của nhóm.
The Pirate Bay đã được lưu trữ trong nhiều năm bởi PRQ, một công ty Thụy Điển thuộc sở hữu của người sáng lập ra TPB - Gottfrid Svartholm và Fredrik Neij. Tháng 5 năm 2011, Serious Tubes Networks bắt đầu cung cấp kết nối mạng đến The Pirate Bay. Vào tháng 5 năm 2012, nhiều chủ sở hữu bản quyền đã đề nghị Google hơn 6.000 yêu cầu loại bỏ các liên kết dẫn đến The Pirate Bay từ các mục tìm kiếm của Google; với hơn 80.500 URL. Các chủ sở hữu bản quyền yêu cầu nhiều nhất là:. Froytal Services LLC, Bang Bros, Takedown Piracy LLC, Amateur Teen Kingdom, và Liên đoàn Công nghiệp ghi âm quốc tế (IFPI). Ngày 10 tháng 8 năm 2013, The Pirate Bay đã công bố việc phát hành PirateBrowser, một trình duyệt web miễn phí được sử dụng để phá vỡ sự kiểm duyệt internet. The Pirate Bay là trang web chia sẻ torrent được truy cập nhiều nhất từ năm 2003 cho đến tháng 11 năm 2014, khi KickassTorrents có nhiều khách truy cập hơn theo Alexa. Ngày 8 tháng 12 năm 2014, Google loại bỏ hầu hết các ứng dụng Google Play từ cửa hàng ứng dụng của mình có tên "The Pirate Bay" trong tiêu đề.
Ngày 09 tháng 12 năm 2014, The Pirate Bay đã bị cảnh sát Thụy Điển đột kích, thu giữ các máy chủ, máy tính và các thiết bị khác. Một số các trang web torrent liên quan khác bao gồm EZTV, Zoink, Torrage và Istole cũng đã bị đóng cửa. Sau đó vài ngày, một số bản sao của The Pirate Bay đã được tạo ra, đặc biệt là oldpiratebay.org, được tạo ra bởi isoHunt.
Kể từ ngày 18 tháng 4 năm 2015, các người dùng mới có thể đăng ký trở lại. Trong thời gian vừa qua, các Admins đã xóa hàng ngàn tài khoản bị nghi ngờ là không lương thiện.

## Các sự cố

### Cuộc tấn công năm 2006
Ngày 31 tháng 5 năm 2006, một cuộc tấn công chống lại The Pirate Bay và những người có liên quan với trang web diễn ra theo lệnh của thẩm phán Tomas Norström bởi những cáo buộc vi phạm bản quyền. Cảnh sát đã đóng cửa trang web và tịch thu máy chủ của nó cũng như tất cả các máy chủ khác của PRQ - nhà cung cấp dịch vụ cho The Pirate Bay. Ba người - Gottfrid Svartholm, Mikael Viborg, và Fredrik Neij - được các cảnh sát thẩm vấn, nhưng sau đó họ đã được thả vào buổi tối. Tất cả các máy chủ trong phòng đã bị thu giữ cùng với những người điều hành các trang web của Piratbyrån - một tổ chức độc lập, đấu tranh cho quyền chia sẻ tập tin. Các thiết bị phần cứng như router, switch, đĩa CD trắng, và máy fax cũng đã bị thu giữ.
Ngày 2 tháng 6 năm 2006, The Pirate Bay hoạt động trở lại, với logo là một con tàu cướp biển bắn đại bác tại Bảng hiệu Hollywood. The Pirate Bay đặt các máy chủ ở cả Bỉ và Nga, để đề phòng các cuộc tấn công khác trong tương lai. Theo The Pirate Bay, hai năm sau cuộc đột kích, trang web đã tăng thêm 1.000.000-2.700.000 người dùng có đăng ký và từ 2,5 triệu đến 12.000.000 người tham gia (peer).

### Hình ảnh khám nghiệm tử thi
Trong tháng 9 năm 2008, các phương tiện truyền thông Thụy Điển đã đưa tin một số tài liệu điều tra liên quan đến một vụ án giết người trẻ em đã được đưa lên mạng internet qua một torrent trên The Pirate Bay. Tài liệu này bao gồm các hình ảnh khám nghiệm tử thi của hai đứa trẻ bị sát hại, cha của họ là Nicklas Jangestig đã đề nghị các trang web gỡ bỏ những hình ảnh đó. The Pirate Bay đã từ chối gỡ bỏ các torrent, số lượng tải về tăng lên khoảng 50.000 lượt vài ngày sau đó.

### Vấn đề pháp lý
Trong tháng 9 năm 2007, một số lượng lớn các email nội bộ từ công ty chống vi phạm bản quyền MediaDefender bị rò rỉ do một hacker vô danh. Một số các email đó chứa các cuộc trao đổi, thảo luận về việc thuê hacker thực hiện tấn công DDOS trên máy chủ và máy theo dõi của The Pirate Bay. Cổ phiếu của MediaDefender đã giảm mạnh sau sự cố này khiến công ty chịu lỗ $825,000.
Trong một văn bản gửi đến Bộ Tư pháp Thụy Điển, Ủy ban Olympic Quốc tế (IOC) đã yêu cầu sự hỗ trợ của chính phủ Thụy Điển ngăn chặn The Pirate Bay phân phối video clip từ Thế vận hội Bắc Kinh. IOC tuyên bố đã có hơn một triệu lượt tải về đoạn phim từ Thế vận hội - chủ yếu là lễ khai mạc. Tuy nhiên The Pirate Bay đã không gỡ bỏ thứ gì, và tạm thời đổi tên trang web thành The Beijing Bay (Vịnh Bắc Kinh).
Trong tháng 3 năm 2013, The Pirate Bay tuyên bố trên một bài viết trong blog rằng họ đã di chuyển các máy chủ của mình đến Bắc Triều Tiên nhưng đây chỉ là một trò lừa bịp. Vào tháng 4 năm 2013, trong vòng một tuần The Pirate Bay đã chuyển các máy chủ của mình từ Greenland đến St. Martin để tránh các rắc rối về mặt pháp lý hoặc bị tấn công phủ đầu. Trong tháng 12 năm 2013, trang web đã thay đổi tên miền của nó thành.ac (Đảo Ascension) Ngày 12 tháng 12, trang web chuyển đến tên miền.pe (Peru), Vào ngày 18 tháng 12 chuyển sang tên miền.gy (Guyana). Sau đó lại chuyển về tên miền.se (Thụy Điển) vào ngày 19 tháng 12.

### Phiên tòa năm 2009
4 thành viên chủ chốt của The Pirate Bay đã bị truy tố vì hỗ trợ các hành vi xâm phạm bản quyền.

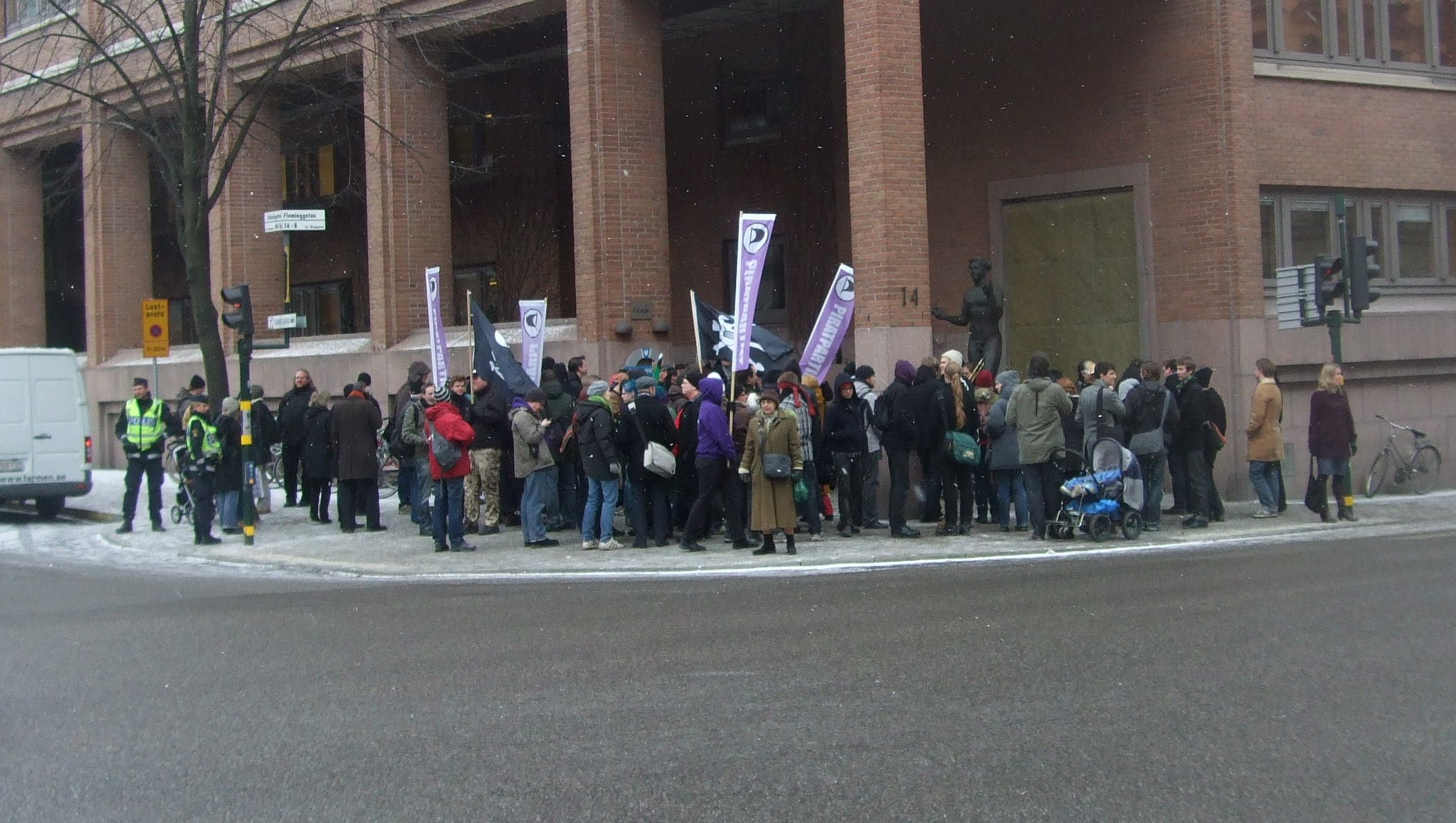
Những người biểu tình bày tỏ sự ủng hộ The Pirate Bay vào ngày đầu tiên của phiên tòa

Các công tố viên Thụy Điển đã đệ trình lên tòa án vào ngày 31 tháng 5 năm 2008 đối với Fredrik Neij, Gottfrid Svartholm, Peter Sunde và Carl Lundström. Các công tố viên tuyên bố bốn người họ làm việc với nhau để quản lý, lưu trữ và phát triển các trang web, qua đó tạo điều kiện cho các hành vi vi phạm bản quyền. Ban đầu có 34 trường hợp vi phạm bản quyền được liệt kê, trong đó có 21 trường hợp liên quan đến các file nhạc, 9 trường hợp liên quan đến phim ảnh, và 4 trường hợp liên quan đến các trò chơi. Một trường hợp liên quan đến file nhạc sau đó được loại bỏ do người giữ bản quyền đã tự đưa các tập tin lên The Pirate Bay. Bên cạnh đó, yêu cầu bồi thường thiệt hại là 117 triệu kronor (US $ 13.000.000, 12.500.000 €) đã được đệ trình.
Phiên tòa bắt đầu ngày 16 tháng 2 năm 2009, tại tòa án quận tingsrätt ở Stockholm, Thụy Điển. Các buổi điều trần kết thúc vào ngày 3 tháng 3 năm 2009 và các bản án đã được công bố lúc 11:00 sáng ngày thứ sáu 17 tháng 4 năm 2009: Peter Sunde, Fredrik Neij, Gottfrid Svartholm và Carl Lundström đều bị kết tội và bị kết án một năm tù và nộp phạt 30 triệu krona Thụy Điển (€ 2.700.000 hoặc 3.500.000 USD). Tất cả các bị cáo đã kháng cáo bản án này.
Ngày 13 tháng 5 năm 2009, một số công ty thu âm tiếp tục kiện Neij, Svartholm, Sunde và The Pirate Bay do các hành vi xâm phạm quyền tác giả không dừng lại dù đã có lệnh của tòa án vào tháng 4. Vụ kiện này có sự tham gia của một số công ty điện ảnh lớn vào ngày 30 tháng 7. Tòa án tại Stockholm đã ra phán quyết buộc các ISP phải ngừng cung cấp dịch vụ cho TPB.
Ngày 28 tháng 10 năm 2009, Tòa án Stockholm ra một lệnh cấm tạm thời về Neij và Svartholm với một hình phạt 500.000 SEK mỗi người, cấm họ tham gia vào các hoạt động của trang web The Pirate Bay.
Phiên tòa phúc thẩm bắt đầu ngày 15 tháng 10 năm 2010, và các bản án đã được công bố vào ngày 26 tháng 11: Neij được giảm xuống còn 10 tháng, Sunde 8 tháng, và Lundström 4 tháng. Tuy nhiên, tiền phạt đã tăng thêm 32-46 triệu kronor.
Ngày 01 tháng 2 năm 2012, Tòa án tối cao của Thụy Điển từ chối nghe kháng cáo trong vụ án, yêu cầu trang web thay đổi tên miền chính thức của mình từ "thepiratebay.org" thành "thepiratebay.se". Việc di chuyển đến một tên miền.se là để ngăn ngừa khả năng luật pháp Hoa Kỳ kiểm soát trang web.

### Lỗi dịch vụ
Trong tháng 5 năm 2007, The Pirate Bay đã bị tấn công bởi một nhóm tin tặc. Họ đã sao chép cơ sở dữ liệu người dùng, bao gồm hơn 1,5 triệu người sử dụng. The Pirate Bay trấn an người dùng rằng các dữ liệu đều đã được mã hóa an toàn. Một số blog đã nói rằng một nhóm gọi là AUH (Arga UNGA Hackare) bị tình nghi thực hiện vụ tấn công, tuy nhiên AUH đã phủ nhận điều này.
Ngày 27 tháng 4 năm 2009, The Pirate Bay có một số vấn đề kết nối với kết nối IPv4. Nhiều suy đoán cho rằng sự cố này do nhóm chống vi phạm bản quyền của Thụy Điển.
Ngày 24 tháng 8 năm 2009, một trong những nhà cung cấp dịch vụ cho TPB được lệnh ngừng cung cấp dịch vụ cho trang web bởi một tòa án Thụy Điển để giải quyết một vụ kiện dân sự bởi một số công ty giải trí bao gồm Disney, Universal, Time Warner, Columbia, Sony, NBC, và Paramount. Theo blog Pirate Bay, điều này khiến TPB bị dừng trong 3 giờ Tuy nhiên một số người dùng không thể truy cập trang web do khó khăn về một số vấn đề kỹ thuật liên quan. Trang web đã hoạt động bình thường trở lại trong vòng 24 giờ.
Ngày 6 tháng 10 năm 2009, tất cả lưu lượng truy cập tới The Pirate Bay bị chặn gây cản trở cho hầu hết người dùng trên khắp thế giới. Cùng ngày, trang web đã hoạt động trở lại với địa chỉ IP ở CyberBunker, Hà Lan.
CyberBunker đã nhận được lệnh của tòa án vào ngày 17 tháng 5 năm 2010, làm trang web bị ngưng hoạt động một thời gian ngắn. Sau ngày hôm đó, dịch vụ trang web đã được khôi phục lại bởi đảng Piratpartiet (một đảng phái chính trị ở Thụy Điển). Cựu phát ngôn viên của The Pirate Bay là Peter. Sunde, nói rằng bây giờ TPB sẽ rất khó bị ngăn chặn vì hành vi đó được xem như là sự kiểm duyệt chính trị.
Ngày 08 tháng 7 năm 2010, một nhóm tin tặc người Argentina đã chiếm được quyền truy cập vào bảng điều khiển quản trị The Pirate Bay. Họ đã có thể xóa các torrent và đưa ra địa chỉ IP, email và mật khẩu của người dùng. The Pirate Bay đã dừng hoạt động một thời gian để nâng cấp.
Ngày 16 tháng 5 năm 2012, The Pirate Bay đã bị tấn công DDoS lớn, khiến trang web gần như tê liệt trên toàn thế giới trong khoảng 24 giờ. The Pirate Bay tuyên bố họ không biết ai đứng đằng sau các cuộc tấn công, mặc dù "đã có một số nghi ngờ".

### Thảo luận việc mua lại
Ngày 30 tháng 6 năm 2009, công ty quảng cáo Thụy Điển "Global Gaming Factory X AB" tuyên bố họ có ý định mua lại TPB với giá 60 triệu SEK (khoảng 8.500.000 USD) (30 triệu SEK bằng tiền mặt, 30 triệu SEK vào cổ phiếu của GGF).
Những người sáng lập The Pirate Bay tuyên bố lợi nhuận từ việc bán lại sẽ được đặt trong một tài khoản ở nước ngoài, được sử dụng để tài trợ cho các dự án liên quan đến "tự do ngôn luận, tự do thông tin, và sự cởi mở của Internet". Giám đốc điều hành của "Global Gaming Factory X AB" Hans Pandeya tuyên bố về tương lai của TPB là người dùng sẽ phải trả một khoản phí hàng tháng cho việc truy cập tới The Pirate Bay.
Ý định của "Global Gaming Factory X AB" hết hạn vào cuối tháng 9 năm 2009, mà không có giao dịch nào được thực hiện. Điều này có thể do những khó khăn tài chính của công ty.

### Cuộc tấn công năm 2014
Ngày 09 tháng 12 năm 2014, cảnh sát ở Stockholm đã đột kích cơ sở của công ty và thu giữ các máy chủ và máy tính cùng nhiều trang thiết bị khác khiến TPB ngừng hoạt động. Vụ đột kích để đáp lại yêu cầu từ tổ chức "Rights Alliance" - một nhóm chống vi phạm bản quyền của Thụy Điển. Sau đó TorrentFreak đã đưa ra báo cáo: hầu hết các trang web torrent khác đã tăng thêm 5-10% lưu lượng truy cập do những người dùng di dời từ TPB. Để trả đũa cho cuộc tấn công, một nhóm hacker tự xưng là một phần của Anonymous đã tung lên mạng chi tiết đăng nhập email của các quan chức chính phủ Thụy Điển. "isoHunt" đã sao chép nhiều cơ sở dữ liệu ban đầu của TPB và dựng lên trang web "oldpiratebay.org". isoHunt cũng phát hành một công cụ gọi là The Open Bay, cho phép người sử dụng đưa phiên bản riêng của họ về trang web The Pirate Bay. Ngày 17 tháng 12 năm 2014, trang Facebook của The Pirate Bay đã bị xóa. Ngày 22 tháng 12 năm 2014, trang web thepiratebay.se cho thấy một đồng hồ với số thời gian ngày, giờ mà trang web bị ngưng hoạt động, với một lá cờ cướp biển vẫy. Các dịch vụ torrent đã không còn hoạt động. Ngày 1 tháng 1 năm 2015, trang web hiển thị một đồng hồ đếm ngược tới ngày 1 tháng 2 năm 2015. Sau đó trang web đã hoạt động trở lại vào ngày 31 tháng 1 năm 2015.

## Sự kiểm duyệt

### Tên miền bị chặn tại một số nước
The Pirate Bay đã bị cấm ở một số Quốc gia, mặc dù vậy người ta vẫn có thể vượt qua sự cản trở này khá dễ dàng để truy cập vào trang web.
Theo Chủ tịch Google Eric Schmidt: Chính phủ chặn truy cập đến các trang web chia sẻ file bất hợp pháp có thể tạo ra một tiền lệ xấu đối với quyền tự do ngôn luận và cũng bày tỏ rằng Google sẽ chiến đấu nỗ lực để hạn chế quyền truy cập vào các trang web như Pirate Bay.

### Kiểm duyệt bởi các tập đoàn
Facebook
Sau khi The Pirate Bay giới thiệu tính năng mới vào tháng 3 năm 2009 để chia sẻ các đường dẫn torrent qua mạng xã hội nổi tiếng Facebook, Facebook đã bắt đầu chặn các liên kết vào tháng 5, tất cả tin nhắn có chứa các liên kết tới The Pirate Bay (cả riêng tư và công khai) bất kể nội dung, đều bị chặn. Các luật sư của Electronic Frontier Foundation nhận xét việc làm này của Facebook có thể đã vi phạm Đạo luật Bảo mật Truyền thông điện tử do chặn các thông điệp của người dùng, nhưng giám đốc bảo mật của Facebook Chris Kelly tuyên bố rằng họ có quyền chặn các liên kết vi phạm luật sở hữu trí tuệ, điều này có trong thỏa thuận người dùng của Facebook. Liên kết đến các trang web tương tự khác không bị chặn.
Microsoft
Trong tháng 3 năm 2012, Microsoft đã chặn các tin nhắn trên Windows Live Messenger nếu chúng có chứa các liên kết đến The Pirate Bay. Khi người dùng gửi một tin nhắn có chứa một liên kết đến The Pirate Bay, Windows Live Messenger sẽ nhắc nhở, cảnh cáo và thông báo tin nhắn "bị chặn vì nó được báo cáo là không an toàn". Microsoft tuyên bố "Chúng tôi chặn các tin nhắn nếu chúng có chứa các URL độc hại hoặc thư rác dựa trên thuật toán thông minh, nguồn của bên thứ ba, hoặc khiếu nại của người dùng. Các đường đẫn đến The Pirate Bay nằm trong số này và do đó nó bị chặn".